# Eeva Niemelä
Eeva Niemelä (ur. 6 listopada 1987) – fińska lekkoatletka specjalizująca się w skoku o tyczce.

## Osiągnięcia
- brązowy medal mistrzostw krajów nordyckich do lat 23[1]
- medalistka mistrzostw Finlandii
- reprezentantka kraju w meczach międzypaństowych

W 2007 zajęła 18. miejsce w eliminacjach podczas rozgrywanych w Debreczynie młodzieżowych mistrzostw Europy i nie awansowała do finału.

## Rekordy życiowe
- skok o tyczce (stadion) – 4,05 (2013)
- skok o tyczce (hala) – 4,10 (2013)